# Société des études du Comminges

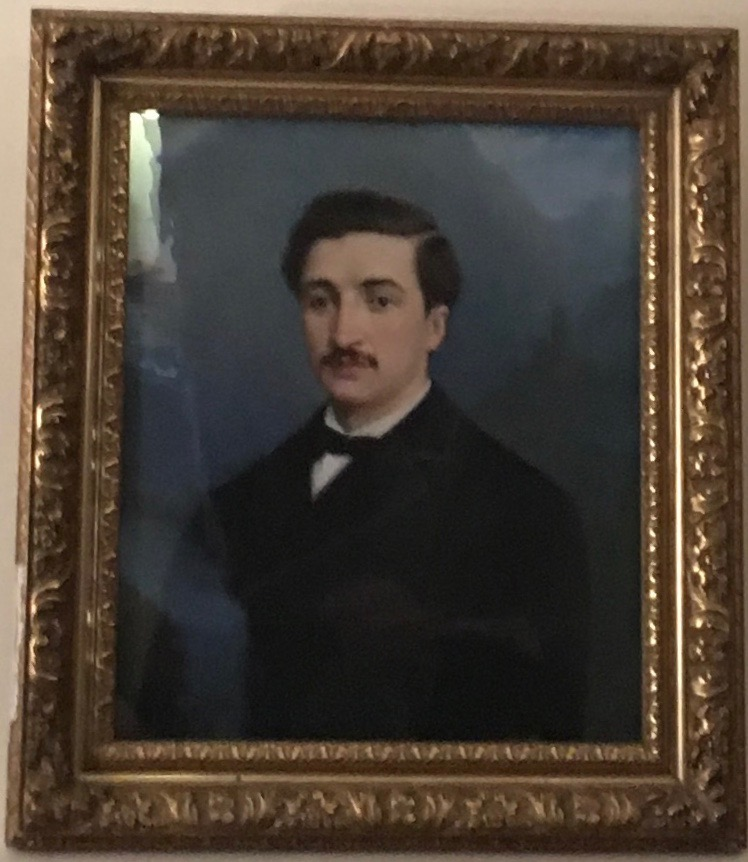
Julien Sacaze (Musée du Pays de Luchon)

La Société des études du Comminges ou SEC est une société savante fondée en 1884 à Saint-Gaudens dans le département de la Haute-Garonne par l'avocat Julien Sacaze,.

## Objectifs
Elle a pour objectifs « l'étude du Comminges et la publication de mémoires et de documents relatifs à ce pays, principalement au point de vue de l’histoire, de l'archéologie et des sciences naturelles. » Un Comminges compris au sens large, comme le précisait le même Julien Sacaze dans le premier numéro de la Revue de Comminges : « le territoire que nous nous proposons d’explorer comprend les arrondissements de : Saint-Gaudens et de Saint-Girons tout entiers, la presque totalité des arrondissements de Muret et de Bagnères-de-Bigorre, près de la moitié de l'arrondissement de Lombez et, en outre, une petite partie de la Catalogne. »,

## Rapprochement communautaire
En 2014, la Communauté de communes du Saint-Gaudinois a signé un accord sur le fonds de la SEC : 3 500 ouvrages trouvent leur place sur les rayonnages installés dans les locaux de la médiathèque du saint-gaudinois.

## Histoire
Débutant en 1884, la SEC devient association loi de 1901 le 28 février 1921.
En 2012, la SEC « passe au numérique » : les tomes les plus anciens de la Revue sont disponibles sur le site de la bibliothèque numérique Gallica.

## Publications

### La Revue de Comminges et des Pyrénées centrales
La principale publication de la Société est la Revue de Comminges et des Pyrénées centrales qui réunit des textes rédigés par ses membres et des contributions extérieures. Elle comprend deux sections : articles et chroniques. Les secondes permettent de signaler des découvertes ou des documents inédits en attendant leur éventuelle étude approfondie et des actualités culturelles. Chaque livraison propose aussi le compte-rendu des activités de la société (communications, visites) et des notes de lectures.
Chaque tome annuel compte environ 500 pages. Trimestrielle à sa création en 1885, la Revue de Comminges paraît depuis 2008 selon un rythme semestriel.

### Livres
- Henri Ménard et Elie Abeille, Un village de Languedoc se penche sur son passé. Histoire de Montesquieu-Volvestre, Saint-Gaudens, Société des études du Comminges, 1994, 304 p.[8]
- Roger Prost, En Comminges sous l'occupation, Saint-Gaudens, Société des études du Comminges, 1994, 104 p. [9]
- Gabriel Manière, De la vie de la Garonne au XIXe siècle en amont de Toulouse, Saint-Gaudens, Société des études du Comminges, 1995, 192 p.[10]
- Jean-Michel Minovez, La bourgeoisie rurale en 1900 par la photographie, Saint-Gaudens, Société des études du Comminges, 1998, 141 p.[11]
- Alphonse Dumail, Eglises du diocèse de Comminges et autres monuments dédiés à Notre-Dame: arrondissement de Saint-Gaudens, vallées de Barousse, Louron, Vielle-Aure, Arreau, Labarthe-de-Neste, Saint-Laurent-de-Neste et Val d'Aran, Société des études du Comminges, 1999, 440 p.[12]
- L'Abbaye cistercienne de Bonnefont en Comminges, textes réunis et présentés par René Souriac avec la collab. de Robert Pujol et de Jean-Christophe Sanchez, Saint-Gaudens, Société des études du Comminges, 2010, 292 p.[13]

### Actes de congrès
- Collectif, Saint-Gaudens et le Comminges. Préhistoire, archéologie, histoire, géographie, Actes du 18e congrès de la Fédération des sociétés académiques et savantes de Languedoc, Pyrénées, Gascogne, Saint-Gaudens, 2-3-4 juin 1962, Saint-Gaudens, Société des études du Comminges, 1963, 314 p.
- Collectif, Saint-Gaudens et sa région, Actes du 35e congrès de la Fédération des sociétés académiques et savantes de Languedoc, Pyrénées, Gascogne, Saint-Gaudens, 20-21-22 juin 1980, Saint-Gaudens, Société des études du Comminges, 1981, 350 p.
- Collectif, Luchon et le Comminges, Actes du 43e congrès de la Fédération des sociétés académiques et savantes de Languedoc, Pyrénées, Gascogne, Bagnères-de-Luchon, 13-14-15 mai 1988, Saint-Gaudens, Société des études du Comminges/Académie Julien Sacaze, 1989, 246 p.
- Emmanuel Garland, Jean-Michel Minovez, René Souriac, Les hommes et leur patrimoine en Comminges. Identité, espaces, cultures dans l’histoire et l’actualité du Comminges et des Pyrénées centrales, Actes du 52e congrès de la Fédération des sociétés académiques et savantes de Languedoc, Pyrénées, Saint-Gaudens les 25, 26 et 27 juin 1999, Saint-Gaudens/Toulouse, Société des Études du Comminges/Fédération historique de Midi-Pyrénées, 2000, 910 p.[14]
- Jean Le Pottier, Jacques Poumarède, René Souriac, Le temps de la Bataille de Muret : 12 septembre 1213, Actes du 61e Congrès de la Fédération historique de Midi-Pyrénées, Muret (Haute-Garonne), 13 et 14 septembre 2013, Société des études du Comminges / Société du Patrimoine du Muretain, 2014, 651 p.[15]

## Membres

### Membres notables
- Norbert Casteret, spéléologue et écrivain
- Raoul Castex, amiral
- Marcel Durliat, historien de l'art
- Emilienne Eychenne[16], historienne
- Georges Fouet, archéologue
- Robert Gavelle, archéologue
- Charles Higounet, historien
- Raymond Lizop, historien
- Jean-Michel Minovez, historien
- Robert Molis, historien
- Stanislas Mondon, colonel
- Julien Sacaze, avocat et épigraphiste
- Bertrand Sapène[17], archéologue
- René Souriac, historien
- Anthyme Saint-Paul, historien de l'art

### Présidents
- Julien Sacaze (1884-1889)
- Marc de Lassus (1889-1897)
- Anthyme Saint-Paul (1897-1911)
- Stanislas Mondon (1911-1927)
- Joseph Picot (1927-1940)
- Jacques Bize (1940)
- Marc-Francois-Marie de Lassus (1940-1954)
- Paul Barrau de Lorde (1954-1958)
- Armand Sarramon (1958-1969)
- Georges Fouet (1969-1993)
- Gérard Rivère (1993-1998)
- René Souriac (1999-2015)
- Yoan Rumeau (2015-en cours)